# 松平直良
松平 直良（まつだいら なおよし）は、江戸時代前期の大名。越前木本藩主、越前勝山藩主、越前大野藩初代藩主。官位は従四位下・侍従、土佐守、但馬守。明石松平家の祖。

## 生涯
慶長9年（1604年）11月24日、越前国主（北ノ庄藩主）・結城秀康の六男として津田信益の屋敷にて誕生した。母は津田信益の長女奈和。長兄で主君でもあった越前国主松平忠直より偏諱を受けて直良を名乗る。
元和9年（1623年）、忠直が叔父の江戸幕府2代将軍徳川秀忠と対立して強制隠居とされ、翌寛永元年（1624年）4月に幕府の命令で甥の仙千代（後の松平光長）と次兄の忠昌が領地交換の形で越後高田藩と福井藩へ移封、福井藩領の大部分は忠昌の藩領とされ、残りは兄弟と大名に分割されることになり、越前には小藩が分立した。三兄の直政は越前大野藩、五兄の直基は越前勝山藩を与えられ、末弟の直良も越前木本藩主となり、2万5千石を知行する。若狭小浜藩主京極忠高、忠直の元附家老本多成重にも分割され、それぞれ敦賀郡と越前丸岡藩を与えられた。木本藩では領内へ諸役免除を命じる一方、寛永6年（1629年）には江戸城雉子橋の普請を勤めた。
寛永12年（1635年）に加増され、直基が大野藩へ転封後の勝山藩3万5千石に移る。勝山藩では直基が建てた大蓮寺と平泉寺に土地を寄進したが、財政は困窮していたため商人から借金をしていた。正保元年（1644年）にさらに1万5千石を加増されて5万石の上で、またも直基が出羽山形藩に転封した後を受けて大野藩主となった。大野藩では領内寺社の諸役免除や寄進を行い、万治2年（1659年）に安川与三右衛門へ堀切野の新田永代支配を許可、寛文12年（1672年）には鍛冶座仲間に対し金森長近以来の特権を許した。
正保3年（1646年）12月、侍従・但馬守に叙任される。幕府の課役負担もこなし、慶安3年（1650年）3月に江戸城西の丸建築に際し鳥子間似合紙5000枚を献上、翌慶安4年（1651年）7月には日光霊廟石垣造営助役を勤めた。
延宝元年（1673年）6月20日に大甥の松平直堅（甥の福井藩主松平光通の庶子）が江戸の直良を頼って越前の国許を出奔した際、直良はこれを江戸藩邸に匿った。これは、直堅の母親が片桐家の出身であり、直良の外祖父で大野藩家老織田家（津田家）の祖である津田信益が片桐且元に仕えていたことがあったため、この縁を頼ったものと思われる。また、直堅は延宝3年（1675年）5月21日に4代将軍徳川家綱に御目見し、12月26日、従五位下・備中守に任じられ、賄料1万俵で江戸定府の諸侯に列したが、ここにも直良の力添えがあったと推測される。
延宝6年（1678年）6月26日、死去。享年75。跡を三男の直明が継いだ。

## 系譜
- 正室：豊 - 清光院、本多成重の娘、位牌は松平直明により兵庫県明石市の雲晴寺に納められた
- 側室：布利 - 橋本平作の娘
  - 三男：松平直明（1656-1721）
- 側室：松島氏
- 生母不明の子女
  - 男子：監物
  - 男子：万助
  - 女子：布不 - 満姫、了達院、松平近栄正室
  - 女子：市 - 満心院、有馬豊祐正室